# 고즈카 다카히코
고즈카 다카히코(小塚崇彦, 1989년 2월 27일~)는 일본의 피겨 스케이팅 선수이다.

## 생애
고즈카 다카히코는 일본 아이치현 나고야시에서 태어났다. 다카히코의 할아버지 고즈카 미쓰히코는(1916년생) 구만주의 피겨 스케이팅 챔피언이었다. 고즈카 미쓰히코가 일본으로 귀국 후에 아이치현 스케이트 연맹과 오리온FSC를 창설하였고 야마다 마치코, 몬나 유코 등의 제자들을 키웠다. 다카히코의 아버지 고즈카 쓰구히코(1946년생)도 피겨 스케이팅 선수로서 1968년 동계 올림픽에 출전했으며 일본 선수권에서 세 차례 우승했다. 어머니 고즈카 사치코. 숙모인 오노 히로코도 피겨 스케이팅 선수였다. 다카히코는 5살 때부터 스케이트를 시작했고, 아버지 고즈카 쓰구히코의 지도를 받은 적도 있다. 2005년 주니어 그랑프리 파이널에서 우승했고, 2006년 주니어 세계 선수권 대회에서도 우승했다. 2007년, 2008년 일본 선수권 대회에서 2위에 올랐으며, 2008년 그랑프리 파이널에서 2위에 올랐다. 2009년 그랑프리 시리즈 중에는 컵 오브 러시아에서 2위에 올랐으나, 그랑프리 파이널 참가 자격은 얻지 못했다. 2010년 동계 올림픽에서 8위에 올랐다.

## 주요경기결과
| 대회                   | 02-03 | 03-04 | 04-05 | 05-06 | 06–07 | 07–08 | 08–09 | 09-10 | 10-11 |
| ---------------------- | ----- | ----- | ----- | ----- | ----- | ----- | ----- | ----- | ----- |
| 동계 올림픽            |       |       |       |       |       |       |       | 8위   |       |
| 세계 선수권            |       |       |       |       |       | 8위   | 6위   | 10위  | 2위   |
| 사대륙 대회            |       |       |       |       |       | 8위   | 3위   |       | 4위   |
| 주니어 세계 선수권     |       |       |       | 1위   |       |       |       |       |       |
| 일본 선수권            |       |       | 4위   | 4위   | 6위   | 2위   | 2위   | 3위   | 1위   |
| 주니어 일본 선수권     | 7위   | 6위   | 4위   | 1위   |       |       |       |       |       |
| 그랑프리 파이널        |       |       |       |       |       |       | 2위   |       | 3위   |
| 컵 오브 차이나         |       |       |       |       |       |       |       |       | 1위   |
| 컵 오브 러시아         |       |       |       |       |       | 5위   |       | 2위   |       |
| 트로피 에릭 봉파르     |       |       |       |       | 6위   |       | 2위   |       | 1위   |
| 스케이트 아메리카      |       |       |       |       |       | 8위   | 1위   |       |       |
| NHK 트로피             |       |       |       |       | 3위   |       |       | 7위   |       |
| 동계 아시안 게임       |       |       |       |       | 4위   |       |       |       |       |
| 주니어 그랑프리 핀란드 |       |       |       | 1위   |       |       |       |       |       |
| 주니어 그랑프리 일본   |       |       |       | 1위   |       |       |       |       |       |
| 주니어 그랑프리 캐나다 | 4위   |       |       | 2위   |       |       |       |       |       |
| 주니어 그랑프리 헝가리 |       |       | 7위   |       |       |       |       |       |       |
| 주니어 그랑프리 폴란드 |       | 9위   |       |       |       |       |       |       |       |
| 주니어 그랑프리 멕시코 |       | 2위   |       |       |       |       |       |       |       |